# 3. ceremonia wręczenia nagród David di Donatello
3. ceremonia wręczenia włoskich nagród filmowych David di Donatello odbyła się 29 lipca 1958 roku w antycznym Teatrze greckim w Taorminie.

## Laureaci
Laureaci nagród wyróżnieni są wytłuszczeniem.

### Najlepszy producent
- Milko Skofic – Anna z Brooklynu (tytuł oryg. Anna di Brooklyn)
- Leonardo Bonzi – La muraglia cinese

### Najlepsza aktorka
- Anna Magnani – Dziki jest wiatr (tytuł oryg. Wild is the Wind)

### Najlepszy producent zagraniczny
- Sam Spiegel – Most na rzece Kwai (tytuł oryg. The Bridge on the River Kwai)

### Najlepszy aktor zagraniczny
- Marlon Brando – Sayonara
- Charles Laughton – Świadek oskarżenia (tytuł oryg. Witness for the Prosecution)

### Nagroda Targa d’oro
- Vittorio De Sica
- Goffredo Lombardo
- Marilyn Monroe
- Antonio Pietrangeli
- Spyros Skoura